# Tercera División de España 1940-41
La temporada 1940-41 de la Tercera División de España de fútbol corresponde a la 6.ª edición del campeonato que se disputó entre el 5 de enero y el 15 de mayo de 1941. Tras varios años sin disputarse retornó la tercera categoría, aunque fue de forma efímera y siendo más bien un torneo de promoción con los campeones regionales. La categoría volvió a desaparecer hasta 1943.
Los campeones de esta temporada fueron el Deportivo Alavés y el Club Deportivo Constancia.

## Sistema de competición
La Tercera División de España 1940-41 fue organizada por la Real Federación Española de Fútbol.
El campeonato contó con la participación de 24 clubes y se desarrolló en dos fases.
En la primera fase se formaron dos zonas de grupos, llamadas A  y B. Cada zona constaba de tres grupos de cuatro equipos cada uno. Esta primera fase se disputó siguiendo un sistema de liga, de modo que los equipos de cada grupo se enfrentaron entre sí, todos contra todos en dos ocasiones, una en campo propio y otra en campo contrario, sumando un total de seis jornadas. El orden de los encuentros se decidió por sorteo antes de empezar la competición. Se estableció una clasificación con arreglo a los puntos obtenidos en cada enfrentamiento, a razón de dos por partido ganado, uno por empatado y ninguno en caso de derrota; en caso de empate a puntos entre dos o más clubes en la clasificación, se tuvo en cuenta el mayor cociente de goles.
Los primeros clasificados de cada grupo pasaron a una fase final de zona, mientras que los demás descendieron a categoría regional. Esta fase final de zona también se disputó en sistema de liga, en dos grupos de tres equipos cada uno. Los dos primeros clasificados de cada grupo lograron el ascenso a Segunda División, mientras que los terceros se enfrentaron a los penúltimos clasificados de cada uno de los dos grupos de Segunda División en una promoción a partido único en campo neutral.

## Clubes participantes

### Zona A
| Grupo I - Real Juvencia Fútbol Club - Racing Langreano - Real Sociedad Gimnástica de Torrelavega - Vigués Fútbol Club |  | Grupo II - Deportivo Alavés - Sociedad Deportiva Erandio Club - Club Deportivo Logroñés - Sestao Sport Club |  | Grupo III - Real Sociedad Deportiva Alcalá - Club Deportivo Discóbolo - Agrupación Deportiva Ferroviaria - Club Deportivo Rochapeano |

### Zona B
| Grupo I - Club Deportivo Constancia - Club Deportivo Granollers - Club Deportivo San Andrés - Vich Fútbol Club |  | Grupo II - Alicante Club de Fútbol - Olímpico Fútbol Club de Catarroja - Elche Club de Fútbol - Club Deportivo Olímpico de Játiva |  | Grupo III - Club Deportivo Badajoz - Sociedad Deportiva Ceuta - Real Balompédica Linense - Recreativo Onuba |

## Primera fase. Clasificaciones

### Zona A Grupo 1
| Pos. | Equipo                    | Pts. | PJ | G | E | P | GF | GC | Dif. | Clasificación       |
| ---- | ------------------------- | ---- | -- | - | - | - | -- | -- | ---- | ------------------- |
| 1    | Racing Langreano          | 10   | 6  | 5 | 0 | 1 | 10 | 6  | +4   | Acceso a fase final |
| 2    | Gimnástica de Torrelavega | 6    | 6  | 2 | 2 | 2 | 14 | 11 | +3   |                     |
| 3    | Vigués F. C.              | 6    | 6  | 2 | 2 | 2 | 13 | 11 | +2   |                     |
| 4    | Real Juvencia             | 2    | 6  | 1 | 0 | 5 | 12 | 21 | −9   |                     |

 Fuente: Fútbol Regional

### Zona A Grupo 2
| Pos. | Equipo           | Pts. | PJ | G | E | P | GF | GC | Dif. | Clasificación       |
| ---- | ---------------- | ---- | -- | - | - | - | -- | -- | ---- | ------------------- |
| 1    | Deportivo Alavés | 11   | 6  | 5 | 1 | 0 | 31 | 7  | +24  | Acceso a fase final |
| 2    | Sestao S. C.     | 8    | 6  | 3 | 2 | 1 | 14 | 10 | +4   |                     |
| 3    | S. D. Erandio C. | 5    | 6  | 2 | 1 | 3 | 11 | 22 | −11  |                     |
| 4    | C. D. Logroñés   | 0    | 6  | 0 | 0 | 6 | 4  | 21 | −17  |                     |

 Fuente: Fútbol Regional

### Zona A Grupo 3
| Pos. | Equipo            | Pts. | PJ | G | E | P | GF | GC | Dif. | Clasificación       |
| ---- | ----------------- | ---- | -- | - | - | - | -- | -- | ---- | ------------------- |
| 1    | A. D. Ferroviaria | 9    | 6  | 4 | 1 | 1 | 28 | 6  | +22  | Acceso a fase final |
| 2    | R. S. D. Alcalá   | 7    | 6  | 3 | 1 | 2 | 18 | 10 | +8   |                     |
| 3    | C. D. Discóbolo   | 6    | 6  | 3 | 0 | 3 | 10 | 9  | +1   |                     |
| 4    | C. D. Rochapeano  | 2    | 6  | 1 | 0 | 5 | 6  | 37 | −31  |                     |

 Fuente: Fútbol Regional

### Zona B Grupo 1
| Pos. | Equipo           | Pts. | PJ | G | E | P | GF | GC | Dif. | Clasificación       |
| ---- | ---------------- | ---- | -- | - | - | - | -- | -- | ---- | ------------------- |
| 1    | C. D. Constancia | 12   | 6  | 6 | 0 | 0 | 12 | 4  | +8   | Acceso a fase final |
| 2    | C. D. San Andrés | 8    | 6  | 4 | 0 | 2 | 10 | 7  | +3   |                     |
| 3    | C. D. Granollers | 4    | 6  | 2 | 0 | 4 | 8  | 9  | −1   |                     |
| 4    | Vic F. C.        | 0    | 6  | 0 | 0 | 6 | 4  | 14 | −10  |                     |

 Fuente: Fútbol Regional

### Zona B Grupo 2
| Pos. | Equipo                   | Pts. | PJ | G | E | P | GF | GC | Dif. | Clasificación       |
| ---- | ------------------------ | ---- | -- | - | - | - | -- | -- | ---- | ------------------- |
| 1    | Elche C. F.              | 8    | 6  | 4 | 0 | 2 | 24 | 15 | +9   | Acceso a fase final |
| 2    | C. D. Olímpico de Játiva | 7    | 6  | 3 | 1 | 2 | 12 | 14 | −2   |                     |
| 3    | Olímpico F. C. Catarroja | 5    | 6  | 2 | 1 | 3 | 15 | 20 | −5   |                     |
| 4    | Alicante C. F.           | 4    | 6  | 2 | 0 | 4 | 11 | 13 | −2   |                     |

 Fuente: Fútbol Regional

### Zona B Grupo 3
| Pos. | Equipo           | Pts. | PJ | G | E | P | GF | GC | Dif. | Clasificación       |
| ---- | ---------------- | ---- | -- | - | - | - | -- | -- | ---- | ------------------- |
| 1    | S. D. Ceuta      | 10   | 6  | 5 | 0 | 1 | 19 | 12 | +7   | Acceso a fase final |
| 2    | Recreativo Onuba | 7    | 6  | 3 | 1 | 2 | 14 | 6  | +8   |                     |
| 3    | C. D. Badajoz    | 5    | 6  | 2 | 1 | 3 | 9  | 12 | −3   |                     |
| 4    | R. B. Linense    | 2    | 6  | 1 | 0 | 5 | 10 | 22 | −12  |                     |

 Fuente: Fútbol Regional

## Fase final. Clasificaciones

### Zona A Final
| Pos. | Equipo                  | Pts. | PJ | G | E | P | GF | GC | Dif. | Clasificación                 |
| ---- | ----------------------- | ---- | -- | - | - | - | -- | -- | ---- | ----------------------------- |
| 1    | Deportivo Alavés (C, A) | 6    | 4  | 3 | 0 | 1 | 11 | 3  | +8   | Ascenso a Segunda División    |
| 2    | A. D. Ferroviaria (A)   | 4    | 4  | 2 | 0 | 2 | 8  | 8  | 0    | Ascenso a Segunda División    |
| 3    | Racing Langreano        | 2    | 4  | 1 | 0 | 3 | 6  | 14 | −8   | Acceso a promoción de ascenso |

 Fuente: Fútbol Regional

### Zona B Final
| Pos. | Equipo                  | Pts. | PJ | G | E | P | GF | GC | Dif. | Clasificación                 |
| ---- | ----------------------- | ---- | -- | - | - | - | -- | -- | ---- | ----------------------------- |
| 1    | C. D. Constancia (C, A) | 5    | 4  | 2 | 1 | 1 | 7  | 4  | +3   | Ascenso a Segunda División    |
| 2    | S. D. Ceuta (A)         | 4    | 4  | 2 | 0 | 2 | 7  | 11 | −4   | Ascenso a Segunda División    |
| 3    | Elche C. F. (A)         | 3    | 4  | 1 | 1 | 2 | 7  | 6  | +1   | Acceso a promoción de ascenso |

 Fuente: Fútbol Regional

## Promoción de ascenso a Segunda División
| 4 de mayo de 1941 | Baracaldo Oriamendi                                | 4:3     | Racing Langreano                  | El Sardinero, Santander                        |                                                |
|                   | 26' Gárate · 76' Gárate · 96' Gárate · 100' Gárate | Reporte | 19' Zamora · 61' Rada · 119' Gito | Asistencia: ??? espectadores Árbitro(s): Antón | Asistencia: ??? espectadores Árbitro(s): Antón |

| 15 de mayo de 1941 | C. D. Córdoba | 1:2 | Elche C. F.        | Estadio de Chamartín, Madrid |                              |
|                    | 30' ?         |     | 45' ? · 65' Bestit | Asistencia: ??? espectadores | Asistencia: ??? espectadores |

- Permanece en Segunda División: CD Baracaldo Oriamendi.
- Asciende a Segunda División: Elche C. F.
- Desciende a Tercera División: CD Córdoba.

## Resumen
Campeones de Tercera División:
| - Deportivo Alavés | - Club Deportivo Constancia |

Ascienden a Segunda División:
| - Deportivo Alavés | - Club Deportivo Constancia | - Agrupación Deportiva Ferroviaria | - Sociedad Deportiva Ceuta | - Elche Club de Fútbol |